# Frane Petrić
Frane Petrić (takođe u varijantama Franjo Petrić, Petriš, Petris, Petričević, Petrišević; lat. Franciscus Patricius, ital. Francesco Patrizi da Cherso; Cres, 25. april 1529 — Rim, 6. februar 1597) bio je venecijanski filozof, polihistor, humanista i učenjak.

## Porijeklo
Po porodičnoj legendi Petrići su se bili doselili iz Bosne, bježeći pred Turcima. Mletačka vlast 1563. naziva Petriće Hrvatima, a sam je Frane Petrić za vrijeme studija u Padovi dva puta bio vijećnik studenata iz Dalmacije. Pred samu smrt zatražio je da ga prime za pravog člana-bratima „Zbora sv. Jeronima” u Rimu, pri čemu je morao dokazati da je porijeklom iz ilirskih krajeva i da poznaje hrvatski jezik.
Međutim, većina njegovog djelovanja vezana je uz Italiju, a kako je sva djela pisao na latinskom i italijanskom jeziku, njegovo ime zasluženo pripada u red znamenitih italijanskih naučnika.

## Biografija
Frane Petrić je rođen na otoku Cresu, tada pod upravom Mletačke republike, u plemićkoj porodici izbjegloj iz Bosne.
Kao dječak sudjelovao je sa stricem Ivanom Jurjem u ratu protiv Osmanlija, da bi se potom posvetio školovanju. Izučio je za trgovca u Veneciji; potom je savladao grčki u Ingolštatu, gdje je boravio pod pokroviteljstvom rođaka Matije Vlačića. Poslije je studirao medicinu i filozofiju u Padovi.
Učenjak evropskog ugleda, jedan od najizvornijih i najslobodoumnijih mislilaca svoga doba, antiaristotelovac, novoplatonista, Petrić je bio profesor filozofije u Ferari i Rimu. Pisao je na latinskom i italijanskom jeziku. Petrić se bavio i astronomijom, meteorologijom, arheologijom i politikom. Putovao je cijelom Evropom i stekao veliku slavu svojim djelima.
Njegova brojna djela upućuju na širinu njegovih interesa i bavljenje mnogim područjima i disciplinama znanja: od trgovine, medicine, filozofije do izdavaštva. Od 1575. predaje platonističku filozofiju na univerzitetu u Ferari, kada nastaju djela o poetici i novoj geometriji te kada postaje član uglednih akademija. Kapitalno djelo mu je Nova sveopća filozofija (Nova de universis philosophia) — u kojem je dao zaokružen sistem filozofije, a koje je naišlo na osudu crkvenih krugova i zabranu širenja zbog suprotstavljanja vjeri i unošenja elemenata nehrišćanske religije. U filozofijskoj nauci renesanse ima počasno mjesto kao istaknut novoplatonista i strastven protivnik Aristotelove filozofije.
U Novoj sveopćoj filozofiji (1591), kad je govorio o plimi i oseci mora — oslanjao se na empirijske rezultate pionira hrvatske i svjetske okeanografije: dubrovačkog pomorca Nikole Sagroevića.
Smatra se učiteljem znamenitog italijanskog filozofa Đordana Bruna, a svojim radom uticao je i na mislioce 17. vijeka — poput Hobsa, Dekarta, Njutna i dr.
Umro je u Rimu, 6. februara 1597. — gdje je i pokopan, u Crkvi sv. Onofrija.

## Posveta
Na rimskoj Crkvi svetog Onofrija je 7. februara 2008. kardinal Đovani Lajolo, guverner države-grada Vatikana — zajedno s prof. Milanom Mogušem, predsjednikom Hrvatske akademije nauka i umjetnosti, i hrvatskim ambasadorom pri Svetoj stolici Emiliom Marinom — otkrio spomen-ploču Franji Petriću. Na taj način Republika Hrvatska ima, na toj rimskoj crkvi, uz italijanskog (Torkvato Taso), francuskog (Fransoa-Rene de Šatobrijan) i njemačkog (Johan Volfgang Gete) — i svog predstavnika.

## Izbor iz djela
- (Sretan grad, 1553)
- (Deset dijaloga o retorici, 1562)
- (Peripatetičke diskusije, 1571—1581)
- (Deset dijaloga o istoriji, 1579)
- (O pjesničkom umijeću, 1586)
- (Nova sveopća filozofija, 1591)

## Literatura
- Opća i nacionalna enciklopedija u 20 svezaka, sv. XVI.

## Spoljašnje veze
- Biografija Frane Petrića
- Naučni skup na Cresu „Dani Frane Petriša” — zbornik radova
- Ministarstvo Vanjskih poslova i EU integracija zaslužno za postavljanje ploče HAZU u spomen Franji Petrišu na Crkvi sv. Onofrija u Rimu 2008. godine